# Manuel Merillas
Manuel Merillas Moledo, né le 23 avril 1991 dans le hameau de Valseco, dans la province de León, est un coureur de fond espagnol spécialisé en skyrunning. Il est champion du monde de SkyMarathon 2020 et champion d'Europe d'Ultra SkyMarathon 2021. Il est également triple champion d'Espagne de course en montagne FEDME.

## Biographie

### Enfance et débuts en compétition
Ne pratiquant que le football durant son enfance, Manuel Merillas s'enrôle dans l'Armée de terre espagnole à l'âge de 18 ans et rejoint les troupes de montagne. Passionné par la montagne, son expérience militaire lui fait découvrir les sports de montagne, le ski-alpinisme et le skyrunning, qu'il se met à pratiquer immédiatement.

### 2012-2016: premiers succès
Il se révèle sur la scène nationale en 2012. Le 7 juillet 2012, il prend le départ de l'Ehunmilak UltraTrail de 168 km et se classe sur la troisième marche du podium. Le 8 septembre, il remporte la victoire de la course Canfranc-Canfranc en établissant un nouveau record du parcours en 5 h 2 min 42 s.
Il confirme en 2013 en décrochant la médaille d'argent derrière Alfredo Gil lors des championnats d'Espagne de course en montagne FEDME courus dans le cadre du SkyMarathon Vallibierna, puis en décrochant le titre de champion d'Espagne espoirs en terminant cinquième du Zumaia Flysch Trail.
Le 14 février 2014, il s'illustre lors des championnats d'Europe de ski-alpinisme à Ordino-Arcalis en remportant la médaille de bronze en catégorie U23 de la Vertical Race. Le 1er juin, il effectue une excellente course lors des championnats d'Espagne de course en montagne FEDME à Isaba. Effectuant une belle remontée en fin de course, il termine deuxième derrière le Marocain Zaid Ait Malek et coiffe au poteau Hassan Ait Chou pour remporter le titre. Il prend part aux courses Ultra de la Skyrunner World Series et termine notamment deuxième du Trophée Kima derrière l'intouchable Kílian Jornet. Il conclut sa saison avec une troisième place au Rut 50K et termine sur la troisième marche du classement Ultra.
Il effectue une excellente saison 2015. Le 22 mars, il s'essaie à la compétition de raquette à neige en prenant part aux championnats d'Espagne à Fuente Dé. Après une lutte en début de course, il largue ses adversaires et s'offre le titre,. Le 15 mai, il prend le départ de Zegama-Aizkorri qui compte comme épreuve SkyRace des championnats d'Europe de skyrunning. Courant dans un premier temps dans le groupe de poursuivants aux côtés de Kílian Jornet, il suit ce dernier lors de sa remontée. Mais tandis que Jornet lève le pied en fin de course, Manuel Merillas poursuit sur sa lancée et revient dans les talons du leader Tadei Pivk pour décrocher la médaille d'argent. Le 12 juillet, il prend part à l'épreuve d'Ultra SkyMarathon des championnats d'Europe courus dans le cadre de l'Ice Trail Tarentaise. Le tenant du titre Luis Alberto Hernando prend les commandes de la course pour défendre son titre. Manuel Merillas ne se laisse pas impressionner et talonne son compatriote, le forçant à tenir un rythme élevé. Aucun des deux ne craque et Manuel Merillas décroche sa deuxième médaille d'argent européenne. Le 27 septembre, il prend le départ de la course Gorbeia Suzien. Après une lutte en début de course avec Tòfol Castanyer, Jokin Lizeaga et Aritz Egea, Manuel largue ses adversaires et s'impose avec le temps record de 2 h 57 min 1 s. Il réalise une excellente saison en Skyrunner World Series, alignant les podiums au Matterhorn Ultraks, au Lantau 2 Peaks ainsi qu'à la Limone Extreme. Il conclut la saison avec la deuxième place du classement Sky derrière le vainqueur Tadei Pivk.
Le 12 juin 2016, il prend le départ du Maratón Alpino Madrileño qui fait office de championnats d'Espagne de course en montagne FEDME. Mené dans un premier temps par Hassan Ait Chou et Aritz Egea, il hausse le rythme en fin de course pour prendre la tête et remporter son deuxième titre. Affecté par le syndrome de Haglund (en) qui lui cause des douleurs au tendon d'Achille, il subit une opération pour remettre les os de son pied en état. Il passe le reste de l'année en convalescence mais se casse ensuite une clavicule lors d'une chute à VTT. 
En 2017, il reprend timidement la compétition et décroche son second titre de champion d'Espagne de raquette à neige à Fuente Dé.

### 2019-2023: grands succès et records de vitesse
Il retrouve son niveau de forme en 2019 et réalise une excellente course sur l'Ultra SkyMarathon des Championnats d'Europe de skyrunning à Serina. Prenant le premier les commandes de la course, il se fait doubler par l'Italien Cristian Minoggio à mi-parcours. Il parvient à conserver son rang et décroche la médaille d'argent avec quinze minutes de retard sur Cristian.
Le 7 mars 2020, il remporte son troisième titre de champion d'Espagne de raquette à neige à Fuente Dé. La pandémie de Covid-19 le force à revoir ses plans et se lance dans des défis de « Fastest Known Time ». Il bat notamment les records d'aller et retour du Peña Santa et du Torre de Cerredo. Le 3 décembre, il se lance à l'assaut du sentier 0-4-0 du Teide, trois semaines après que Pau Capell y ait battu le record. Il se lance sur l'ascension de 3 800 m jusqu'au sommet du volcan qu'il atteint en 3 h 28 min 55 s, battant le précédent record d'Agustí Roc puis redescend tout aussi vite pour boucler le parcours de 27 km en 5 h 36 min 28 s, battant de 37 minutes le record de Pau Capell.
En 2021, il confirme son bon niveau de forme en s'adjugeant successivement les titres de champion d'Espagne de kilomètre vertical et de champion Espagne de course montagne FEDME, disputés le même week-end à Albanchez de Mágina. Le 11 juillet, il prend le départ du SkyMarathon aux championnats du monde de skyrunning à La Vall de Boí. Annoncé comme l'un des favoris, il prend un départ prudent puis fait parler son expérience du terrain en seconde partie de course pour prendre la tête et filer vers la victoire. Il décroche ainsi son premier titre international.
Le 12 août 2021, il s'élance depuis Courmayeur pour tenter de battre le record d'aller-retour au mont-Blanc. Aidé par l'Italien Denis Trento lors des passages sur glacier, il boucle le tracé de 52 km en 6 h 35 min 32 s, battant de huit minutes le record de Marco De Gasperi. Huit jours après, il s'élance à l'assaut du mont Rose pour tenter de battre le record d'aller-retour détenu par Franco Collé. Partant depuis Gressoney-La-Trinité à 5 h 30 du matin, il atteint la cabane Reine-Marguerite située à 4 558 m d'altitude en 2 h 46 min 20 s, battant de 29 minutes le précédent record d'ascension établi par Bruno Brunod en 1997. Visant un temps de moins de quatre heures, Manuel effectue une descente tout aussi rapide et boucle les 31 km en 3 h 59 min 18 s, battant de plus de 30 minutes le record de Collé.
Le 5 septembre 2021, il s'élance sur le Desafío Urbión qui accueille les championnats d'Espagne de trail RFEA. Organisé par le Club Deportivo Desafío Urbión auquel il appartient, Manuel tire avantage de la connaissance du parcours et domine la course de bout en bout. Il s'impose aisément en 3 h 40 min 24 s, battant son propre record du parcours et terminant avec cinq minutes d'avance sur Zaid Ait Malek pour décrocher le titre. Le 19 novembre, il s'élance comme favori sur l'Ultra SkyMarathon des championnats d'Europe de skyrunning à Pisão. Prenant les commandes de la course, il chute lourdement au kilomètre 15 et se blesse à un pouce et à une côte. Il ne se décourage pas et repart. Le Norvégien Anders Kjærevik le rattrape et les deux hommes mènent la course ensemble, s'échangeant la tête à plusieurs reprises. Manuel hausse le rythme dans la dernière montée pour larguer son adversaire et remporter le titre en 8 h 31 min 14 s, battant de plus d'une heure le précédent record du parcours établi par Stian Angermund-Vik,.
Désireux de faire mieux qu'en 2022 où il avait terminé troisième de Zegama-Aizkorri, il tire avantage des conditions délicates en 2023 sur un parcours amputé de 300 mètres. Laissant partir un peloton en tête composé entre autres de Rémi Bonnet et Jonathan Albon, il attaque en seconde partie de course et parvient à s'emparer de la tête de course. Il mène sur un rythme soutenu mais doit se défendre face à la remontée du Marocain Elhousine Elazzaoui pour remporter la victoire avec 27 secondes d'avance sur ce dernier.

## Signes distinctifs
Contrairement aux autres athlètes, Manuel Merillas ne s'aide pas de bâtons modernes en fibre de carbone mais de bâtons artisanaux en bambou. Il les utilise aussi bien en compétition que durant ses tentatives de records de vitesse,.

## Palmarès

### Skyrunning
| no  | masculin           | Course                                                   | Longueur | Départ             | Temps           |
| --- | ------------------ | -------------------------------------------------------- | -------- | ------------------ | --------------- |
| 1re | Médaille d'or      | Canfranc-Canfranc                                        | 42 km    | 8 septembre 2012   | 5 h 2 min 42 s  |
| 2e  | Médaille d'argent  | Carrera Alto Sil                                         | 32 km    | 16 mars 2014       | 2 h 56 min 39 s |
| 2e  | Médaille d'or      | Championnats d'Espagne de course en montagne FEDME       | 31,6 km  | 1er juin 2014      | 2 h 56 min 49 s |
| 5e  | 5e                 | Championnats du monde de skyrunning - SkyMarathon        | 42 km    | 29 juin 2014       | 3 h 27 min 50 s |
| 4e  | 4e                 | Dolomites SkyRace                                        | 22 km    | 20 juillet 2014    | 2 h 7 min 29 s  |
| 2e  | Médaille d'argent  | Trophée Kima                                             | 50 km    | 31 août 2014       | 6 h 28 min 33 s |
| 3e  | Médaille de bronze | The Rut 50K                                              | 50 km    | 13 septembre 2014  | 5 h 29 min 18 s |
| 2e  | Médaille d'argent  | Binter Kilómetro Vertical Transvulcania                  | 6,6 km   | 7 mai 2015         | 51 min 4 s      |
| 2e  | Médaille d'argent  | Championnats d'Europe de skyrunning - SkyRace            | 42,2 km  | 15 mai 2015        | 3 h 51 min 47 s |
| 2e  | Médaille d'argent  | Championnats d'Europe de skyrunning - Ultra SkyMarathon  | 64 km    | 12 juillet 2015    | 7 h 50 min 27 s |
| 5e  | 5e                 | Dolomites SkyRace                                        | 22 km    | 19 juillet 2015    | 2 h 5 min 31 s  |
| 1re | Médaille d'or      | Zumaia Flysch Trail Maratón                              | 42 km    | 25 juillet 2015    | 3 h 29 min 0 s  |
| 2e  | Médaille d'argent  | Matterhorn Ultraks 46K                                   | 46 km    | 22 août 2015       | 4 h 54 min 32 s |
| 1re | Médaille d'or      | Gorbeia Suzien Ternua                                    | 31 km    | 27 septembre 2015  | 2 h 57 min 1 s  |
| 2e  | Médaille d'argent  | Lantau 2 Peaks                                           | 23 km    | 4 octobre 2015     | 2 h 24 min 29 s |
| 3e  | Médaille de bronze | Limone Extreme                                           | 23 km    | 17 octobre 2015    | 2 h 52 min 52 s |
| 3e  | Médaille de bronze | Carrera Alto Sil                                         | 32 km    | 20 mars 2016       | 2 h 55 min 28 s |
| 4e  | 4e                 | Zegama-Aizkorri                                          | 42,2 km  | 22 mai 2016        | 4 h 0 min 32 s  |
| 1re | Médaille d'or      | Maratón Alpino Madrileño                                 | 42 km    | 12 juin 2016       | 4 h 7 min 17 s  |
| 4e  | 4e                 | Championnats du monde de skyrunning - SkyMarathon        | 42 km    | 23 juillet 2016    | 4 h 11 min 29 s |
| 2e  | Médaille d'argent  | Championnats d'Europe de skyrunning - Ultra SkyMarathon  | 53 km    | 1er septembre 2019 | 6 h 52 min 3 s  |
| 1re | Médaille d'or      | Marató dels Dements                                      | 42,2 km  | 16 novembre 2019   | 5 h 11 min 48 s |
| 1re | Médaille d'or      | Championnats d'Espagne de kilomètre vertical             | 2 km     | 1er mai 2021       | 32 min 34 s     |
| 1re | Médaille d'or      | Championnats d'Espagne de course en montagne FEDME       | 28,5 km  | 2 mai 2021         | 2 h 34 min 19 s |
| 2e  | Médaille d'argent  | Livigno SkyMarathon                                      | 34 km    | 19 juin 2021       | 3 h 54 min 17 s |
| 10e | 10e                | Championnats du monde de skyrunning - Kilomètre vertical | 2,8 km   | 9 juillet 2021     | 38 min 29 s     |
| 1re | Médaille d'or      | Championnats du monde de skyrunning - SkyMarathon        | 42 km    | 11 juillet 2021    | 4 h 0 min 13 s  |
| 1re | Médaille d'or      | Championnats d'Espagne de trail RFEA                     | 36 km    | 5 septembre 2021   | 3 h 40 min 24 s |
| 1re | Médaille d'or      | Championnats d'Europe de skyrunning - Ultra SkyMarathon  | 65 km    | 19 novembre 2021   | 8 h 31 min 14 s |
| 3e  | Médaille de bronze | Zegama-Aizkorri                                          | 42,2 km  | 29 mai 2022        | 3 h 45 min 43 s |
| 2e  | Médaille d'argent  | Veia SkyRace                                             | 31 km    | 11 septembre 2022  | 2 h 52 min 57 s |
| 1re | Médaille d'or      | Zegama-Aizkorri                                          | 41,9 km  | 14 mai 2023        | 3 h 42 min 1 s  |
| 6e  | 6e                 | DoloMyths Run                                            | 22 km    | 15 juillet 2023    | 2 h 7 min 16 s  |
| 1re | Médaille d'or      | Matterhorn Ultraks Extreme                               | 25 km    | 25 août 2023       | 3 h 19 min 16 s |
| 2e  | Médaille d'argent  | Grigne SkyMarathon                                       | 43 km    | 17 septembre 2023  | 4 h 55 min 52 s |
| 2e  | Médaille d'argent  | Limone Extreme                                           | 22,2 km  | 28 octobre 2023    | 2 h 23 min 49 s |
| 2e  | Médaille d'argent  | Acantilados del Norte Skyrace                            | 29 km    | 2 mars 2024        | 2 h 34 min 48 s |
| 3e  | Médaille de bronze | Skyrace des Matheysins                                   | 25 km    | 5 mai 2024         | 2 h 27 min 33 s |
| 5e  | 5e                 | Zegama-Aizkorri                                          | 42,2 km  | 26 mai 2024        | 3 h 47 min 42 s |
| 1re | Médaille d'or      | Kaiserkrone SkyRace                                      | 25,2 km  | 29 juin 2024       | 3 h 29 min 43 s |
| 2e  | Médaille d'argent  | Gorbeia Suzien                                           | 32 km    | 28 septembre 2024  | 3 h 1 min 28 s  |
| 2e  | Médaille d'argent  | Sobrescobio Skyrace                                      | 32 km    | 27 octobre 2024    | 2 h 50 min 3 s  |
| 3e  | Médaille de bronze | SkyMasters                                               | 42,5 km  | 16 novembre 2024   | 4 h 47 min 16 s |
| 3e  | Médaille de bronze | Monte Zerbion Skyrace                                    | 22 km    | 17 mai 2025        | 2 h 18 min 27 s |

### Trail
| no  | masculin           | Course                   | Longueur | Départ                   | Temps           |
| --- | ------------------ | ------------------------ | -------- | ------------------------ | --------------- |
| 3e  | Médaille de bronze | Ehunmilak UltraTrail     | 168 km   | 7 juillet 2012           | 5 h 2 min 42 s  |
| 2e  | Médaille d'argent  | Transalpine Run          | 260 km   | 31 août-7 septembre 2013 | 27 h 50 min 7 s |
| 2e  | Médaille d'argent  | Stranda Fjord Trail Race | 25 km    | 6 août 2022              | 2 h 26 min 45 s |
| 1re | Médaille d'or      | OCC                      | 55 km    | 25 août 2022             | 5 h 18 min 29 s |
| 4e  | 4e                 | Marathon du Mont-Blanc   | 44,5 km  | 25 juin 2023             | 3 h 48 min 31 s |

### Raquette à neige
| no  | masculin      | Course                                     | Longueur | Départ       | Temps       |
| --- | ------------- | ------------------------------------------ | -------- | ------------ | ----------- |
| 1re | Médaille d'or | Championnats d'Espagne de raquette à neige | 10 km    | 22 mars 2015 | 46 min 9 s  |
| 1re | Médaille d'or | Championnats d'Espagne de raquette à neige | 8,5 km   | 5 mars 2017  | 47 min 48 s |
| 1re | Médaille d'or | Championnats d'Espagne de raquette à neige | 9,6 km   | 7 mars 2020  | 53 min 16 s |